# Dragon's Blood
 (décembre 2018).
Si vous disposez d'ouvrages ou d'articles de référence ou si vous connaissez des sites web de qualité traitant du thème abordé ici, merci de compléter l'article en donnant les références utiles à sa vérifiabilité et en les liant à la section « Notes et références ».
Dragon's Blood (Draconus: Cult of the Wyrm aux États-Unis) est un jeu vidéo d'action-aventure sorti en juin 2000 sur Dreamcast, développé par Treyarch et édité par Virgin Interactive.

## Système de jeu
Le jeu s'apparente à une sorte de hack 'n' slash simplifié prenant place dans un univers heroic fantasy.
Le jeu se joue uniquement en solo, contrairement à Gauntlet Legends, mais a le mérite de proposer des environnements assez vastes et un système de combat technique et dynamique.